# Cà Melone
Cà Melone is een klein dorp (curazia) in de gemeente Borgo Maggiore in San Marino.